# Washi

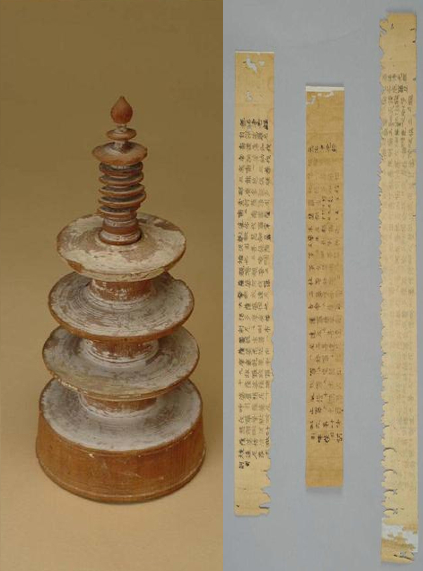
Hyakumantō Darani, jedna z miliona pagód i modlitwy darani wydrukowane na paskach washi

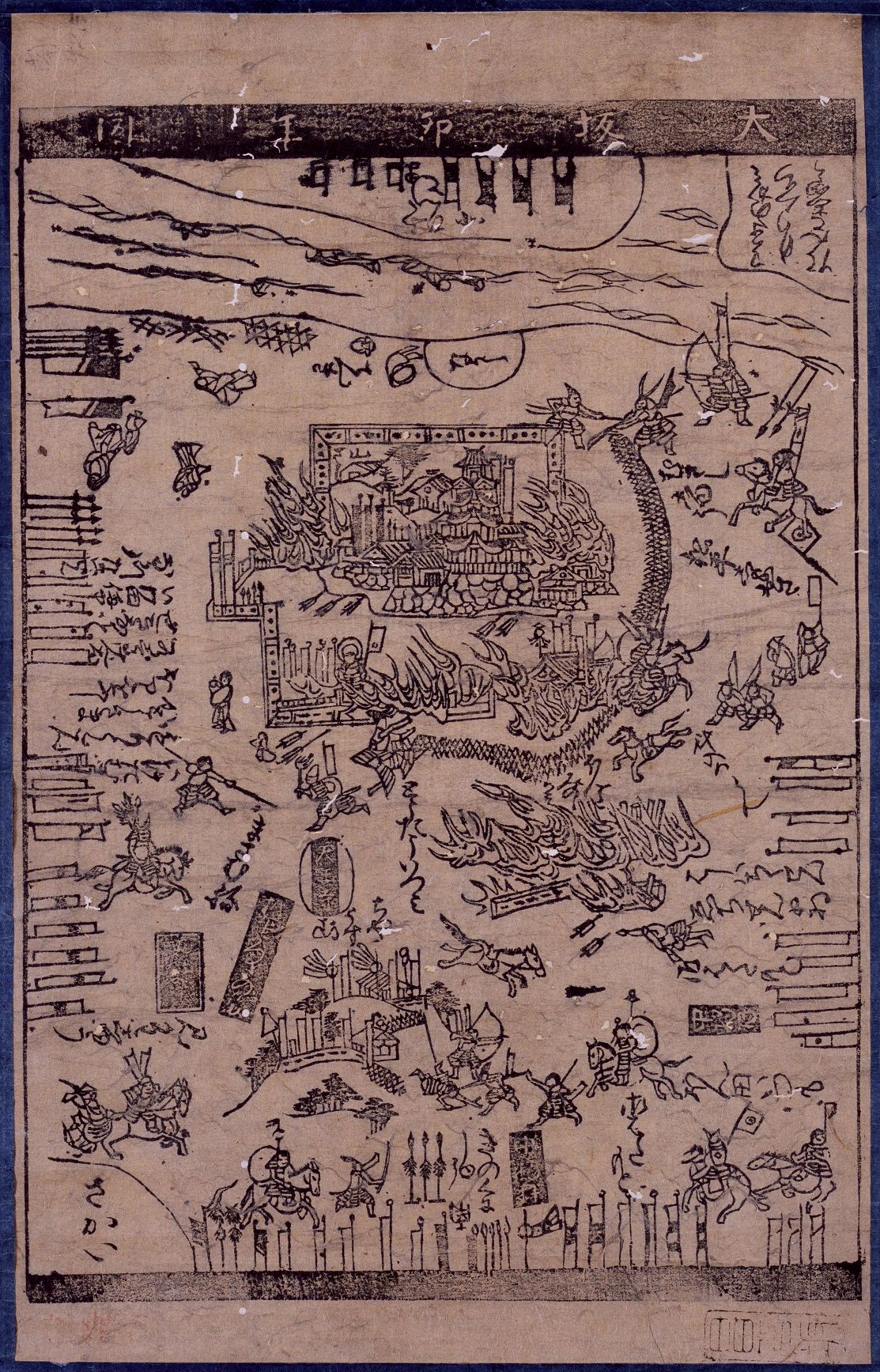
„Gazeta” kawara-ban informująca o upadku zamku Osaka w czasie „oblężenia letniego” w 1615 r.

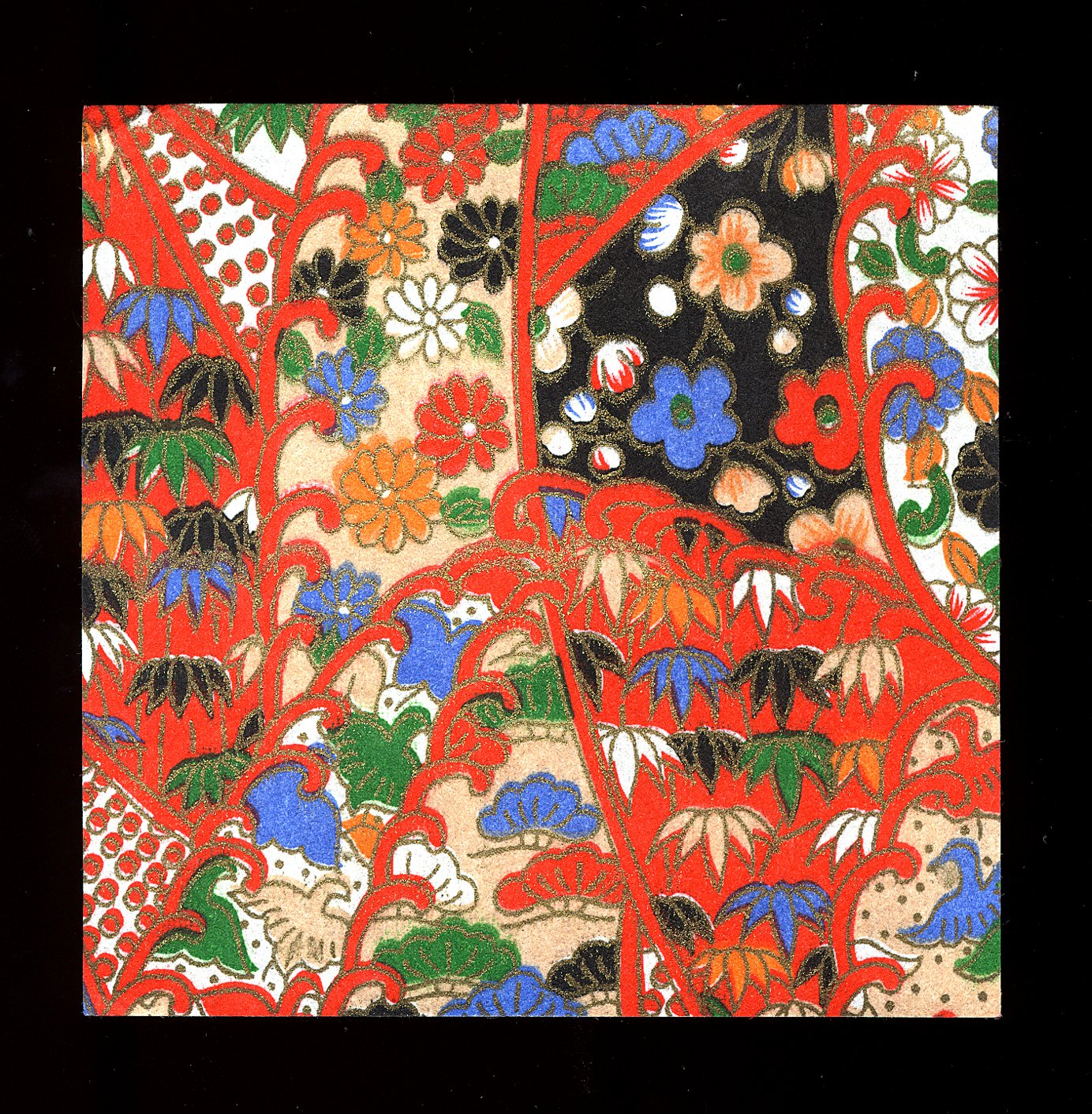
Kyō-chiyogami

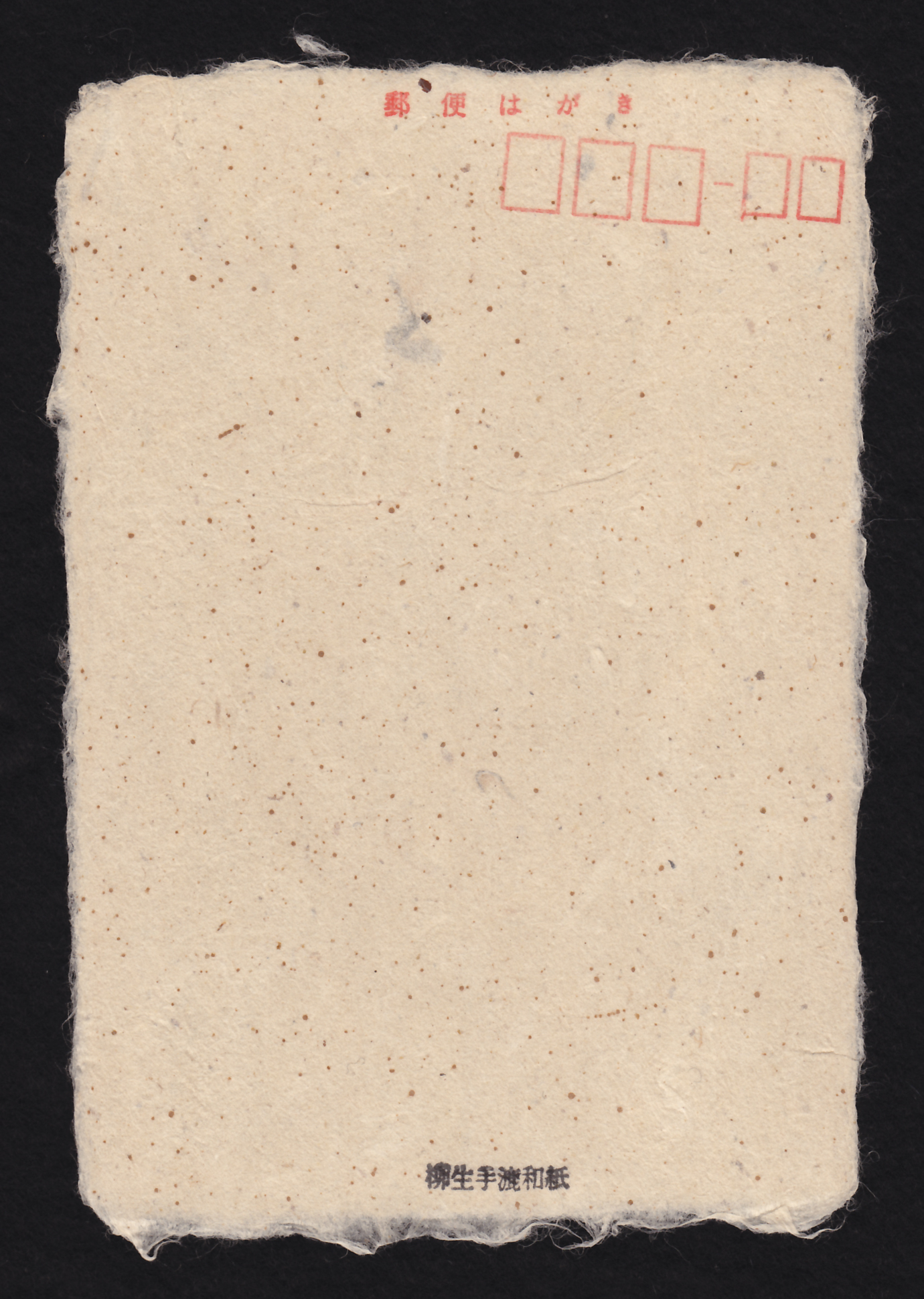
Kartka pocztowa wykonana z washi

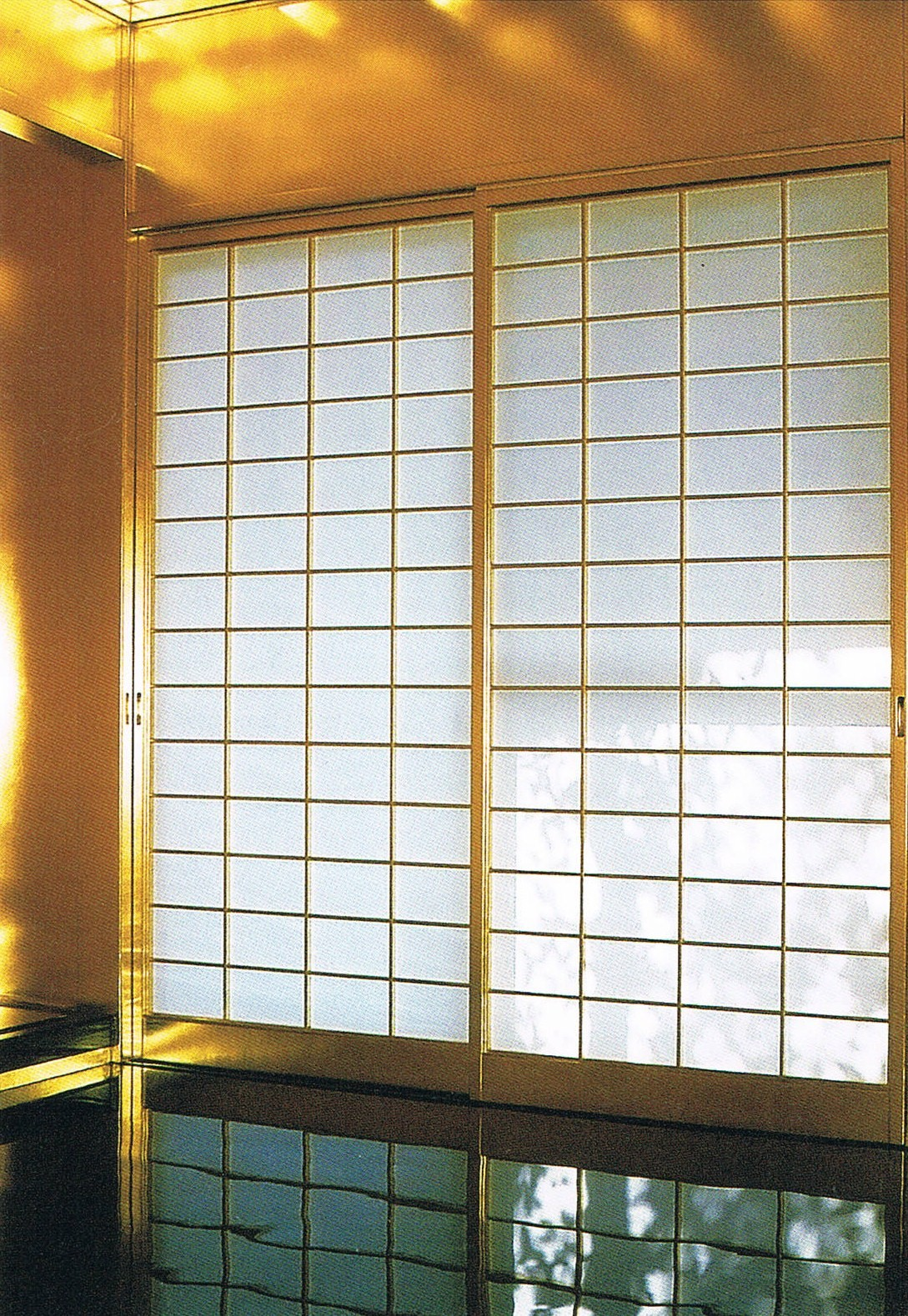
Drzwi z washi w świątyni Chōfuku-ji w Toyama

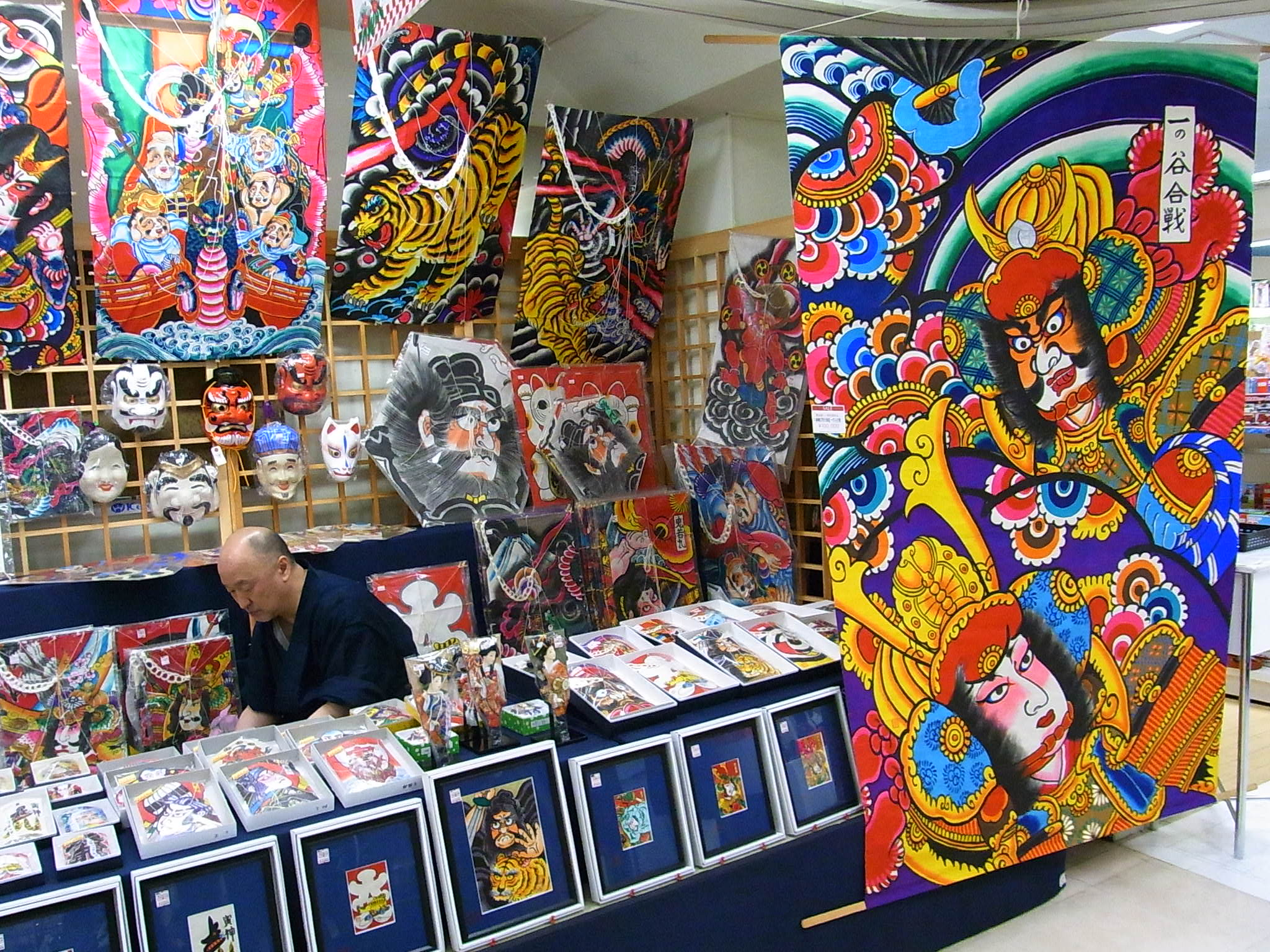
Sprzedawca tradycyjnych latawców

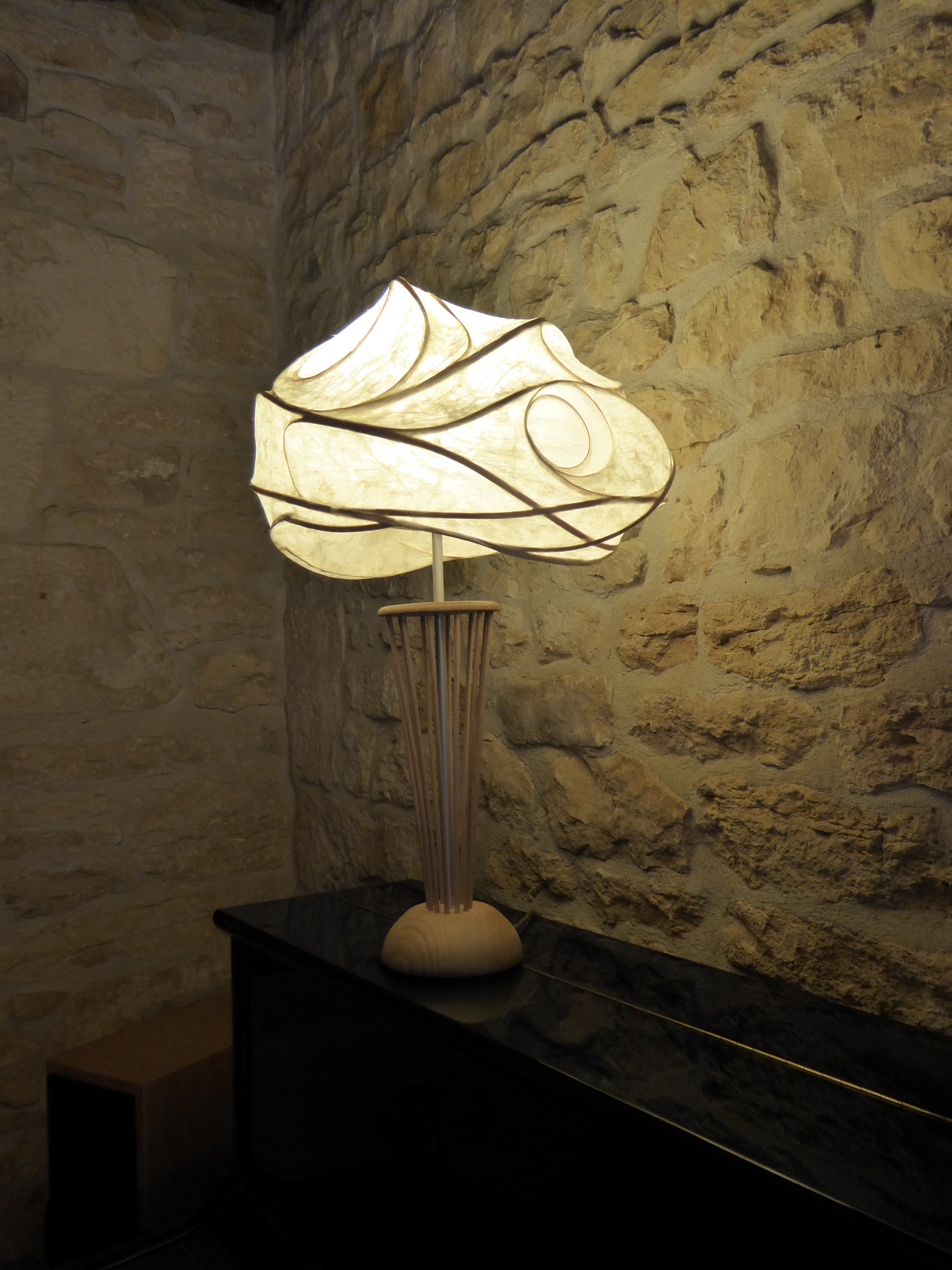
Lampa z washi

Washi (jap. 和紙 dosł.: japoński papier) – tradycyjny papier japoński, wpisany w 2014 roku na Listę reprezentatywną niematerialnego dziedzictwa kulturowego UNESCO.

## Historia
Dawno temu w ówczesnej prowincji Echizen (obecnie część prefektury Fukui) we wsi położonej nad górnym biegiem rzeki Okamoto pojawiła się piękna kobieta i powiedziała: „Nie ma tu miejsca na pola ryżowe i życie jest trudne, ale ziemia ta jest obdarzona obficie czystą wodą, świetnie nadającą się do wyrobu papieru i zarabiania tym na życie”. Kobieta nauczyła mieszkańców, jak wytwarzać papier z rośliny o nazwie kōzo (morwa papierowa, Broussonetia kazinoki). Jednakże pewnego dnia tajemniczo zniknęła właśnie w okolicy górnego biegu rzeki (kawa-kami) i dlatego nazwano ją „Kawakami Gozen”. Wdzięczni wieśniacy uczcili „boginię papieru”, budując chram o nazwie Okamoto Ōtaki. 
Według legend, kobieta mogła pochodzić z Korei lub Chin. W tym czasie wiele osób z Chin docierało do Japonii poprzez Koreę, przynosząc ze sobą nowe techniki, które później stawały się japońskim rzemiosłem. Jednym z przybyszów, który około 610 roku przekazał metody wytwarzania papieru i atramentu był koreański mnich buddyjski o japońskim imieniu Donchō. Wspomina o tym jedna z dwóch najstarszych kronik Nihon-shoki, napisana w 720 roku.
Patron i propagator buddyzmu, książę Shōtoku (574–622) był regentem, kiedy papier dotarł do Japonii. Książę uznał, że jest on niezbędny do kopiowania (shakyō) i rozpowszechniania sutr. Wymagało to bardzo dużych ilości papieru, przyspieszyło rozwój uprawy kōzo oraz odmiennych technik wytwarzania w zależności od regionu kraju. Papier stał się także przydatny dla systemu rejestracji rodzin przez władze, które zmierzały do osiągnięcia centralizacji kraju. 
W VIII wieku cesarzowa Kōken (Shōtoku) zamówiła milion małych (15–20 cm wysokości) drewnianych pagód (hyakuman-tō), z których każda zawierała zwój wydrukowany na papierze washi z buddyjskim tekstem modlitwy darani. Zostały one rozprowadzone do dziesięciu największych świątyń w całym kraju jako dziękczynienie za stłumienie buntu (Oshikatsu no ran) jej doradcy Nakamaro Fujiwary (inaczej: Emi no Oshikatsu, 706–764) w 764 roku. Teksty te są najwcześniejszymi, udokumentowanymi przykładami druku wykonanego techniką drzeworytu w Japonii.
W okresie Heian (794–1185) nastąpił rozwój kultury arystokracji. Stworzono pismo sylabiczne kana, co ułatwiło pisanie i czytanie różnych form literatury i zwiększyło zapotrzebowanie na papier. W związku z tym wprowadzono metodę robienia papieru w stylu japońskim o nazwie nagashi-suki. Dzięki tej metodzie faktura i trwałość washi znacznie się poprawiły i stały się bardziej miękkie i mocniejsze. Wprowadzono kolory: indygo, murasaki (fiolet), beni (czerwień), opracowano także recykling papieru, stosując technikę suki-kaeshi. Zużyte papiery rozpuszczano i ponownie przetwarzano. 
W okresie Kamakura (1192–1333), rozwoju kultury samurajskiej, washi służył m.in. do prezentów wymienianych między wojownikami.
W okresie Edo (1603–1867), wraz z rozwojem kultury mieszczańskiej, washi szybko rozprzestrzenił się w całej Japonii. Doskonalenie techniki drzeworytu służyło nie tylko ilustratorom pracującym dla siogunatu, ale także rzemieślnikom i artystom tworzącym gazety kawara-ban i „obrazy przemijającego świata” ukiyo-e, nishiki-e. W miarę wzrostu popytu wiele domen feudalnych (hanów) zaczęło zakładać własne wytwórnie papieru. Było to korzystne także dla rolników, gdyż mogli dorobić w zimie, wykorzystując czas wolny od zajęć rolniczych. 
W okresie Meiji (1867–1912) Japonia zaczęła importować zachodnie papiery wytwarzane z pulpy, co doprowadziło do modernizacji systemu produkcji papieru. Pomimo presji producentom washi udało się utrzymać taką samą wielkość produkcji. Punktem zwrotnym był okres szybkiego wzrostu gospodarczego po II wojnie światowej. Postęp mechanizacji szybko przyspieszył produkcję masową, co spowodowało spadek produkcji ręcznej.
Obecnie jednak zaczęto zwracać uwagę na cenne zalety washi: wyjątkowość, elastyczność i trwałość. Jest uważany za najbardziej trwały papier na świecie i został użyty na przykład do prac konserwatorskich „Sądu Ostatecznego” w Kaplicy Sykstyńskiej w Watykanie.

## Wyrób papieru
Surowcami do produkcji papieru są morwa papierowa, edgeworthia papierodajna i ganpi (Diplomorpha sikokiana). O ile dwie pierwsze rośliny są uprawiane, to ganpi rośnie dziko w ciepłych rejonach górskich. Produkcję papieru zaczyna się od ścięcia gałęzi, następnie są one moczone, aby oddzielić łyko, które potem jest oczyszczane i rozbijane. W kolejnym etapie dodaje się do niego zmielone włókna tororo-aoi (sfermentowany korzeń hibiskusa Abelmoschus manihot), który tworzy śluz i wiąże całość, dając substancję podobną do pasty. Jest ona rozkładana równomiernie na siatce z bambusa (zwanej su), aby powstał arkusz papieru. Mokre arkusze układa się w stos, a później suszy na płasko w słońcu lub suszarni.

## Chiyo-gami
Chiyo-gami to tradycyjny japoński papier dekoracyjny wykonany z washi. Zawiera kolorowe wzory używane do origami i innych elementów dekoracyjnych. Dzieli się na kyō-chiyogami (Kioto) o spokojnym wzornictwie tradycyjnego piękna natury i edo-chiyogami – odważnym, swobodnym. W przeszłości był używany do pakowania prezentów przez arystokratów i był częścią kultury dworskiej. Pod koniec XVIII wieku dotarł do Edo (dzisiejsze Tokio), gdzie przeszedł zmiany spowodowane nową techniką wielobarwnego druku, inspirowaną metodami tworzenia ukiyo-e.

## Wykorzystanie
W porównaniu z innymi rodzajami papieru washi wyróżnia się bardzo szeroką gamą odmian tworzonych przez 1400 lat – produkowanych ręcznie i maszynowo – oraz możliwościami wykorzystania, np. stosowania różnych technik graficznych i drukowania. Dobrze reaguje na wytłaczanie i jest stosowany do kolorowych litografii i chine-collé (akwaforta). Jest używany do pisania, kaligrafii (shodō), malowania, origami, robienia latawców (wa-dako, tradycyjnych latawców z bambusa i washi), lalek, parasoli, wytwarzania lamp nowoczesnych i tradycyjnych, przesuwanych drzwi shōji. Jest wykorzystywany w introligatorstwie, doskonale nadaje się na okładki książek. Służy jako dekoracyjne opakowanie i materiał do sporządzania zaproszeń ślubnych, czy dyplomów.

## Rembrandt i washi z Echizen
W 2015 roku Muzeum Domu Rembrandta zaprezentowało wystawę poświęconą niezwykłej decyzji tego malarza, polegającej na wyborze papieru z Japonii. Od dawna było wiadomo, że drukował on na tego rodzaju papierze, ale nie było wiadomo, z którego regionu pochodził. Naukowcy z Japonii i Holandii (Rijksmuseum) wykonali badania i okazało się, że papier pochodzi głównie z regionu Echizen, położonego w obecnej prefekturze Fukui. Rembrandt był pionierem w stosowaniu tak cennych, egzotycznych papierów, poczynając od około 1647 roku. Jedyny portret jego syna Tytusa (akwaforta) wydrukowano na papierze japońskim.
Po zamknięciu kraju (sakoku) przez siogunat Tokugawów na początku XVII wieku z Japonii zostali wydaleni wszyscy cudzoziemcy z wyjątkiem przedstawicieli Holenderskiej Kompanii Wschodnioindyjskiej (Vereenigde Oostindische Compagnie – VOC). Holendrzy pomogli bowiem w uśmierzeniu buntów japońskich katolików i od 1641 roku mogli prowadzić wymianę handlową z Japończykami poprzez faktorię na sztucznej wyspie o nazwie Dejima, położonej w zatoce Nagasaki. Sprowadzany w ten sposób do Amsterdamu japoński papier washi był używany przez Rembrandta (i jego uczniów) do drukowania przy pomocy miedzianych płyt i sporządzania rysunków. Jak wykazały badania naukowe w ostatnich latach, wykorzystywał on głównie ganpi z Echizen.

## Wpis na listę UNESCO
Decyzja została podjęta podczas dziewiątej sesji komisji niematerialnego dziedzictwa kulturowego, która odbywała się w Paryżu 26 listopada 2014 roku. Na liście umieszczono trzy odmiany papieru:
- sekishū-banshi (sekishū-washi produkowany w regionie Iwami – dawnej prowincji Iwami nazywanej także Sekishū – w prefekturze Shimane);
- hon-mino-shi (pol.: „oryginalny papier z Mino”, mino-washi z prefektury Gifu);
- hosokawa-shi (wytwarzany w prefekturze Saitama).

### Sekishū-banshi
Sekishū-banshi jest uznawany za najmocniejszy papier produkowany w Japonii. Z tego powodu w okresie Edo był popularny wśród kupców z Osaki, którzy używali go do prowadzenia ksiąg rachunkowych. Był do tego stopnia niezniszczalny, że gdy wybuchał pożar, kupcy bez wahania wrzucali dokumenty do studni, nie martwiąc się, że woda uszkodzi papier. Sekishū-banshi został uznany za niematerialną własność kulturalną w 1969 roku. Techniki i metody produkcji tego rodzaju papieru zostały zachowane przez rzemieślników mieszkających w Misumi. Aby je zachować powstała Spółdzielnia Sekishu Washi, a Minister Gospodarki, Handlu i Przemysłu Japonii w 1989 roku uznał je za „tradycyjne rzemiosło”. Sekishū-banshi znalazł się na Liście reprezentatywnej niematerialnego dziedzictwa kulturowego ludzkości UNESCO w 2009 roku.

### Hon-mino-shi
W Mino działa 40 zakładów, które produkują washi. Spośród nich 5 wytwarza hon-mino-shi. Wcześniej, bo w 1969 roku został on uznany za japońskie dziedzictwo narodowe. Z papieru są wykonywane lampy oraz przesuwne drzwi shōji. Papier powstaje z wykorzystaniem tradycyjnej techniki zwanej nagashizuki i jest wytwarzany na drewnianej ramie nazywanej sukifune. W Mino działa Muzeum Washi, które organizuje konkursy na prace z wykorzystaniem papieru washi, które potem są prezentowane w muzeum. Można tu poznać historię washi, sposoby wytwarzania papieru oraz znaleźć informację, gdzie w Japonii jest wytwarzany papier washi. Prowadzone są również warsztaty, podczas których zwiedzający mogą poznać narzędzia i techniki produkcji, a nawet spróbować samodzielnie wytwarzać papier.

### Hosokawa-shi
Papier hosokawa-shi jest od dawna wytwarzany przez mieszkańców miasta Ogawa i wioski Higashi-Chichibu w prefekturze Saitama. W 1978 roku technika jego produkcji została przez rząd Japonii uznana za niematerialną własność kulturalną. Produkcja w tym regionie rozwinęła się w okresie Edo ze względu na duże zapotrzebowanie na papier i bliskość tego regionu do stolicy.